# Alexandra Georgijewna Tschudina

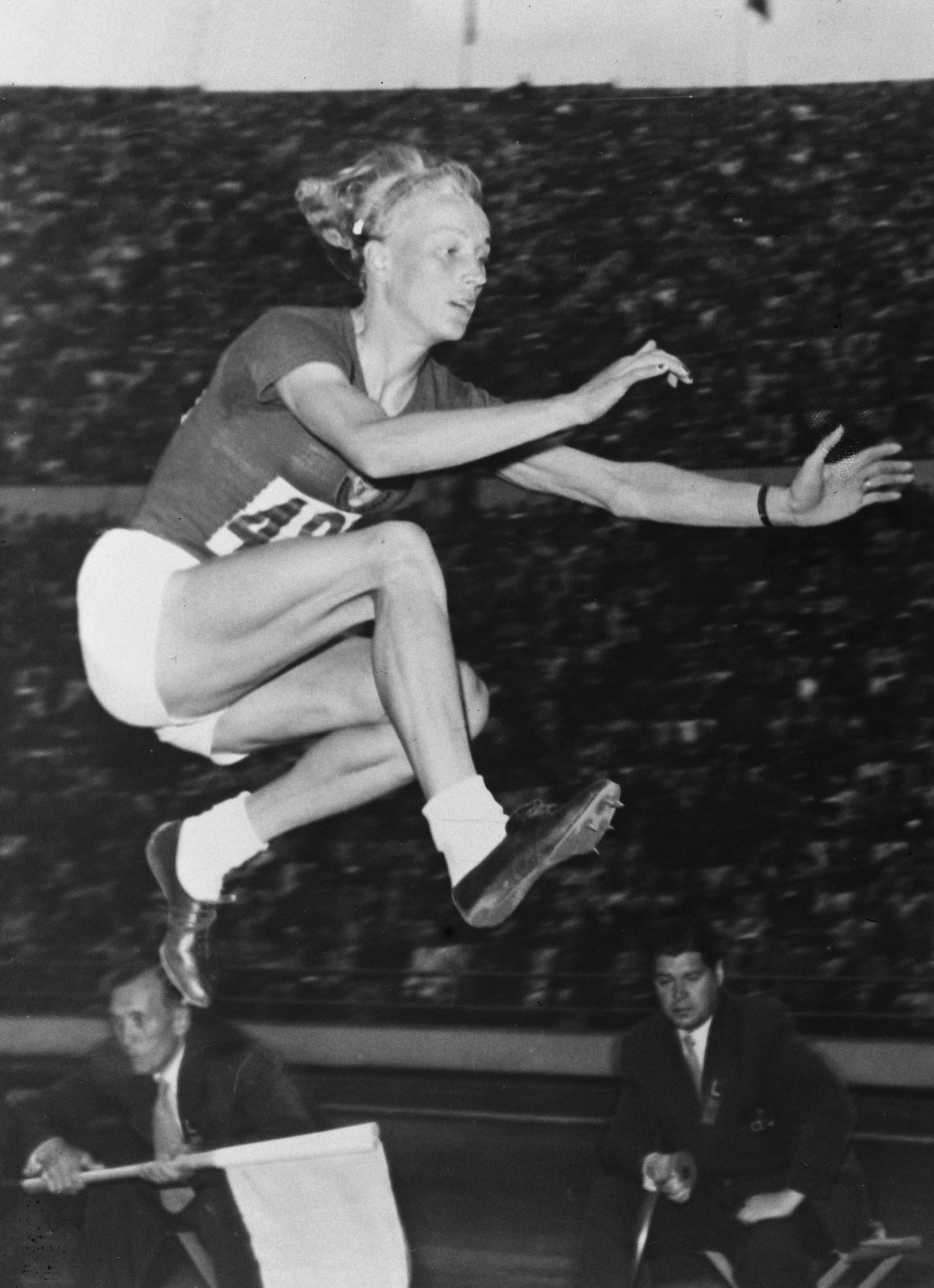
Alexandra Tschudina, 1952

Alexandra Georgijewna Tschudina (russisch Александра Георгиевна Чудина; * 6. November 1923 in Kramskaja im Gouvernement Tula; † 28. Oktober 1990) war eine sowjetische Sportlerin. Bei einer Körpergröße von 1,88 m betrug ihr Wettkampfgewicht 73 kg.
Alexandra Tschudina war eine äußerst vielseitige Sportlerin. Sie betrieb auf hohem Niveau Eishockey, Basketball, Radsport und Tennis. Sowohl in der Leichtathletik als auch im Volleyball gehörte sie über Jahre zur Weltspitze.

## Karriere in der Leichtathletik

### Internationale Meisterschaften
Alexandra Tschudina gewann bei Olympischen Spielen zwei Silbermedaillen und eine Bronzemedaille. Bei Europameisterschaften gewann sie einmal Gold und zweimal Silber.
Die sowjetische Mannschaft trat bei den Europameisterschaften 1946 in Oslo erstmals überhaupt bei internationalen Meisterschaften in der Leichtathletik an. Alexandra Tschudina startete im Hochsprung. Mit 1,57 Meter gewann sie Silber hinter der Französin Anne-Marie Colchen, die als einzige 1,60 Meter überquerte. Die Weltrekordlerin Fanny Blankers-Koen belegte in diesem Wettkampf nur den vierten Platz.
Nachdem die Sowjetunion an den Olympischen Spielen 1948 nicht teilgenommen hatte und Alexandra Tschudina 1950 bei den Europameisterschaften nicht angetreten war, stand sie erst bei den Olympischen Spielen 1952 in Helsinki wieder der Weltelite gegenüber. Der Mehrkampf, ihre stärkste Disziplin, stand erst 1964 erstmals auf dem olympischen Programm. Zuerst trat Tschudina im Weitsprung an und gewann mit 6,14 Metern Silber, zehn Zentimeter hinter der Neuseeländerin Yvette Williams. Tags darauf wurde Tschudina mit 50,01 Metern Zweite im Speerwurf, die Tschechin Dana Zátopková siegte mit 50,47 Metern. Drei Tage später gewann Tschudina beim dritten Start ihre dritte Medaille. Mit 1,63 Meter gewann sie Bronze im Hochsprung hinter der Südafrikanerin Esther Brand und der Britin Sheila Lerwill.
Ein noch umfangreicheres Programm absolvierte Alexandra Tschudina bei den Europameisterschaften 1954 in Bern. Sie begann mit 47,05 Metern und einem fünften Platz im Speerwurf. Tags darauf begann der Fünfkampf mit den ersten drei Disziplinen. Zwischen dem Hochsprung als zweiter Disziplin und dem 200-Meter-Lauf
als dritter Disziplin begann dann das Weitsprungfinale. Hier gewann Tschudina mit 5,93 Meter Silber, elf Zentimeter hinter der Britin Jean Desforges. Am zweiten Tag des Fünfkampfs gewann Tschudina letztlich mit 4526 Punkten (4020 Punkte nach heutiger Wertung) Gold vor den Deutschen Maria Sander, Maria Sturm und Lena Stumpf. Im Hochsprung, der einen Tag nach dem Fünfkampffinale stattfand, belegte Tschudina mit überquerten 1,60 Meter Platz 6.
Zwischen 1949 und 1955 gewann Alexandra Tschudina zehn Goldmedaillen bei den Studentenweltspielen.

### Sowjetische Meisterschaften
Mit 31 Einzeltiteln war Alexandra Tschudina die mit Abstand erfolgreichste Athletin bei Sowjetischen Meisterschaften überhaupt.
Im Einzelnen gewann sie zwischen 1945 und 1956 folgende Titel:
- 400-Meter-Lauf: 1945, 1947[1]
- 80-Meter-Hürdenlauf: 1949, 1950, 1951
- Hochsprung: 1946, 1947,[1] 1949, 1950, 1951, 1953, 1954
- Weitsprung: 1947, 1948, 1949, 1950, 1951, 1953, 1954
- Speerwurf: 1948, 1953, 1955, 1956
- Fünfkampf: 1946, 1947, 1948, 1949, 1950, 1951, 1953, 1954, 1955

### Weltrekorde
Im Fünfkampf stellte Alexandra Tschudina fünf Weltrekorde auf, von denen aber die Weltrekorde 1947, 1949 und 1950 nicht offiziell anerkannt wurden. Ihr Weltrekord vom 8. und 9. August 1953, aufgestellt in Bukarest, mit 4704 Punkten nach der Tabelle von 1954 wurde anerkannt. Am 6. und 7. September 1955 erzielte sie in Moskau 4750 Punkte mit folgenden Einzelleistungen: 13,94 Meter (Kugelstoßen), 1,64 Meter (Hochsprung), 26,3 Sekunden (200-Meter-Lauf), 11,5 Sekunden (80-Meter-Hürdenlauf) und 6,04 Meter (Weitsprung). Nach der heute üblichen Tabelle entspricht diese Punktzahl 4232 Punkten.
Am 22. Mai 1954 sprang Tschudina mit 1,73 Meter in Kiew Weltrekord im Hochsprung.
Am 12. Juli 1950 war Tschudina Mitglied der 4-mal-200-Meter-Staffel, die in Moskau mit 1:40,6 Minuten Weltrekord lief.

### Bestleistungen
- 80 Meter Hürden: 11,3 Sekunden (1950)
- Hochsprung: 1,73 Meter (1954)
- Weitsprung: 6,24 Meter (1953)
- Kugelstoßen: 14,33 Meter (1955)
- Speerwurf: 52,75 Meter (1953)

## Karriere im Volleyball
Aufgrund ihrer Körpergröße, ihrer Sprungkraft und ihrer Armkraft war Alexandra Tschudina auch eine herausragende Volleyballspielerin.
Als Star der in den 1950er Jahren dominierenden sowjetischen Mannschaft gewann sie bei den ersten drei Frauenweltmeisterschaften 1952, 1956 und 1960 jeweils den Titel.
1949, 1950, 1951 und 1958 gewann sie den Europameistertitel, lediglich 1955 unterlag die sowjetische Mannschaft im Finale der Mannschaft aus der Tschechoslowakei.
Als Volleyball 1964 erstmals bei Olympischen Spielen im Programm war, hatte Alexandra Tschudina ihre Karriere beendet.